# 万寿路駅 (重慶市)
万寿路駅（まんじゅろえき）は、中華人民共和国重慶市南岸区南城大道に位置する重慶軌道交通10号線の駅。駅番号は10/03。

## 歴史
- 2023年11月30日：開業[1]。

## 駅構造
島式ホーム1面2線を有する地下駅。

### のりば
案内上ののりば番号は設定されていない。
| 路線     | 方向 | 行先                                          |
| -------- | ---- | --------------------------------------------- |
| ■ 10号線 | 南行 | 蘭花路方面                                    |
| ■ 10号線 | 北行 | 重慶北站南広場・ 江北機場T3航站楼・王家荘方面 |

## 駅周辺
- 正聯ビル
- 万寿花園
- 南岸区文化芸術中心
  - 南岸区図書館
- 泰正花園
- 卓越天元
- 貝迪新城
- CITY城市広場
- 電力小区
- 慶隆花園
- 万寿二村
- 南坪綜合市場
- 花園七村
- 花園六村
- 万寿華庭

## 隣の駅
重慶軌道交通
■ 10号線
快速
蘭花路駅 (10/01) - 万寿路駅 (10/03) - 七星崗駅 (10/06)
一般
南湖駅 (10/02) - 万寿路駅 (10/03) - 南坪駅（事業中） (10/04) - 後堡駅 (10/05)